# Acanthogonatus nahuelbuta
Acanthogonatus nahuelbuta is een spinnensoort in de taxonomische indeling van de bruine klapdeurspinnen (Nemesiidae).
Acanthogonatus nahuelbuta werd in 1995 beschreven door Goloboff.